# Phelps (Kentucky)
Phelps – jednostka osadnicza w Stanach Zjednoczonych, w stanie Kentucky, w hrabstwie Pike.